# Valmont (Mozela)
Valmont – miejscowość i gmina we Francji, w regionie Grand Est, w departamencie Mozela.
Według danych na rok 1990 gminę zamieszkiwały 3062 osoby, a gęstość zaludnienia wynosiła 331 osób/km² (wśród 2335 gmin Lotaryngii Valmont plasuje się na 141. miejscu pod względem liczby ludności, natomiast pod względem powierzchni na miejscu 649.).